# Бухараев, Равиль Раисович
Равиль Раисович Бухараев (18 октября 1951, Казань — 24 января 2012, Лондон) — поэт, прозаик, драматург, журналист и переводчик.

## Биография
Равиль Бухараев родился 18 октября 1951 г. в Казани в семье Раиса Бухараева.
В 1974 году — окончил механико-математический факультет Казанского государственного университета. В 1977 году — окончил аспирантуру ВМК МГУ по теоретической кибернетике.
Начал печататься с 1969 года. Был членом Союза писателей СССР с 1977 года.
С 1990 года — жил и работал в Лондоне. В 1992—2007 годах — штатный сотрудник русской службы Би-би-си.
С 70-х годов активно переводил на русский язык произведения туркменских писателей. В 2010 году был в Ашхабаде, присутствовал на открытие выставки-ретроспекции неформальной группы туркменских художников Семёрка (творческое объединение) (1970—1987). Был инициатором создания отдельного номера литературного журнала «Сибирские огни»  Архивная копия от 20 августа 2019 на Wayback Machine, посвященного туркменской культуре и искусству. По его инициативе в этом номере была опубликована статья искусствоведа и художника, члена СХ Туркменистана Ирен Кистович «Туркменская „Семерка. Размышление об уходящем“»  Архивная копия от 13 сентября 2016 на Wayback Machine , посвященная ретроспективному анализу этого художественного явления, что явилось важным этапом возвращения интереса в России к этой группе художников.
Был женат на поэтессе Лидии Григорьевой. Имел двоих детей: дочь Софью (вне брака) и приемного сына Василия (в браке с Л. Н. Григорьевой; умер в 2004 г.).
Похоронен в Казани, на Татарском кладбище в Ново-Татарской слободе рядом с могилой отца.

### Стихи
- «Яблоко, привязанное к ветке». Казань, 1977.
- «Редкий дождь». М., 1980.
- «Знак Август». Казань, 1983.
- «Время цветов». Книга поэм. Казань, 1985.
- «Комментарии к любви». М., 1986.
- «Снежный журавль». М., 1986.
- «Вокруг Тукая». Повесть в стихах. Казань, 1989.
- «Трезвые пиры». Стихотворения, поэма. М., 1990.
- «Искание». Лондон, 1993 (на русском, татарском, английском и венгерском языках).
- «Бесконечный поезд». Казань. 2001
- «Моление о чаше». СПб., 2003
- «Казанские снега». Казань, 2004.
- «Поэзия Золотой орды». Москва.: Наталис : Рипол Классик, 2005.-175с.
- «Книга стихов». Казань, Издательство «Магариф-Вакыт», 2011.
- «Книга поэм». Казань. Издательство «Магариф-Вакыт», 2011.

### Пьесы
- «Звездочка-Ромашка». Казань, 1985.
- «Волшебные сны Апуша». Казань, 1986.

### Антологии поэзии
- «Азан. Исламская поэзия поволжских татар». Лондон, 1991.
- «Историческая антология татарской поэзии». Лондон, 1998.

### Публицистические и философские произведения
- «Казань. Зачарованная столица». Лондон. 1994 (на русском, английском и татарском языках).
- «Дорога Бог знает куда. Книга для Брата». Новый мир, 1996.
- «Ислам в России. Четыре времени года». Лондон, 1998.
- «Модель Татарстана». Лондон, 1999.
- «Президент Минтимер Шаймиев и модель Татарстана». СПб., 2001.
- «Дневники существования». СПб., 2003.
- «Ностальгия по Откровению». М., 2005.
- «Татарстан: „Мы-можем!“ Президент Минтимер Шаймиев и созидательность здравого смысла». GLOBAL ORIENTAL LTD. 2007.
- «Письма в другую комнату». СПб, 2011.
- «Книга историй». Казань.: Магариф-Вакыт, 2011.
- «Книга единства». Казань.: Магариф-Вакыт, 2011.
- «Книга признаний». Казань.: Магариф-Вакыт, 2011.

## Награды
- Премия журнала «Сельская молодёжь» (1983, медаль «Золотое перо»)
- Государственная премия Республики Татарстан имени Габдуллы Тукая (2006)
- «Отпусти мою душу на волю» — лауреат национального конкурса «Книга года» в номинации «Поэзия года» (2009).
- кавалер «Ордена Единения» Организации Объединенных Наций за заслуги в области объединения человечества (2011).
- Орден «Культурное наследие» Международной Федерации русскоязычных писателей (2011).